# Vasilij Stepanovič Zavojko
Vasilij Stepanovič Zavojko, in russo Василий Степанович Завойко (15 luglio 1809 – 16 febbraio 1898), è stato un militare russo.

## Biografia
Nato da una famiglia aristocratica ucraina entra nell'esercito imperiale russo e nel 1824 combatte nella battaglia di Navarino.
A partire dal 1840 Zavojko lavora per la Compagnia russo-americana e viene incaricato di gestire il porto di Ochotsk. Per cercare di incrementare i commerci, propone di spostare il porto della Compagnia ad Ajan. Durante le esplorazioni che seguirono scopre l'estuario del fiume Amur.
Nel 1850 viene nominato governatore della Kamčatka e comandante del porto di Petropavlovsk.
Nel 1854, durante la guerra di Crimea, Zavojko comanda la difesa di Petropavlovsk contro le forze britanniche e francesi.